# Koppány
Koppány är ett vattendrag i Ungern. Det ligger i den västra delen av landet, 110 km söder om huvudstaden Budapest.